# For a Better Day
«For a Better Day» es un sencillo realizado por el productor y DJ sueco Avicii, cuenta con la voz, aunque sin acreditar, de Alex Ebert, fue lanzado bajo el sello discográfico Universal Music. La pista aparece en su álbum Stories y en su EP de dos sencillos "Pure Grinding / For a Better Day". Fue escrito por Tim Bergling (Avicii) y Alex Ebert. Al igual que las últimas canciones de Avicii, se filtró en Internet a finales de 2014 y fue titulado simplemente "A Better Day". Un vídeo musical fue lanzado en la cuenta oficial de YouTube de Avicii para acompañar el lanzamiento del sencillo, el cual fue filmado en Hungría.

## Vídeo musical
El video musical de "For a Better Day" se divide en tres etapas, que tratan sobre la esclavitud sexual infantil. El video comienza con un automóvil conduciendo hacia un campo donde los hombres esperan alrededor de un camión. Otro hombre sale del auto y otro abre un camión con niños adentro. Los otros hombres presentes miran, interesados. Parece ser una subasta de niños en calidad de esclavos sexuales. Una segunda etapa en blanco y negro muestra a dos niñas corriendo por un maizal, perseguidas por un hombre. Salen del campo de maíz y miran por el acantilado, antes de saltar al mar.
La tercera etapa muestra a dos personas enmascaradas en un automóvil, que atacan a uno de los hombres desde la primera transmisión del tiempo, desde la "compra" que se vio anteriormente. Lo marcan con la palabra "pedófilo" y luego lo matan. Un hombre asiático se ve obligado a suicidarse con una pistola. En cada caso, las dos personas enmascaradas marcan a la persona con una gran X roja a través de su foto en una pared.
La tercera etapa finaliza cuando los dos enmascarados atraviesan una multitud desenfrenada, pidiendo libertad. El último individuo parece ser un líder, quizás el líder político del país. Lo marcan y lo llevan al techo con una soga alrededor del cuello. Justo antes de empujarlo hasta el borde para morir, se revela como las personas enmascaradas eran las niñas que estaban huyendo en el maizal.
Finalmente, la primera vez que se reproduce la transmisión, sin música y sin audio de diálogo completo, vemos a las dos niñas compradas en el camión (que se muestra lleno de niños y niñas apenas vestidos), y empujadas al baúl de lo que parece ser el mismo hombre, el que se convirtió en el líder político.
En la escena final, vemos el reloj de pulsera del hombre muerto, que coincide con el comprador invisible, y las cámaras de la cámara en la espalda del hombre, que está marcado con la palabra "pedófilo".

## Listas
| Lista (2015)                                | Mejor posición |
| ------------------------------------------- | -------------- |
| Australia (ARIA)                            | 51             |
| Austria (Ö3 Austria Top 40)                 | 10             |
| Bélgica (Flandes) (Ultratip Bubbling Under) | 3              |
| Bélgica (Valonia) (Ultratip Bubbling Under) | 4              |
| Finlandia (OFC)                             | 15             |
| Francia (SNEP)                              | 26             |
| Alemania (Media Control AG)                 | 18             |
| Hungría (Dance Top 40)                      | 5              |
| Hungría (Rádiós Top 40)                     | 1              |
| Hungría (Single Top 40)                     | 2              |
| Irlanda (IRMA)                              | 62             |
| Italia (FIMI)                               | 39             |
| Países Bajos (Dutch Top 40)                 | 17             |
| Países Bajos (Mega Single Top 100)          | 22             |
| Noruega (VG-lista)                          | 15             |
| Polonia (Polish Airplay Top 100)            | 6              |
| Eslovaquia (Rádio Top 100)                  | 51             |
| Suecia (Sverigetopplistan)                  | 5              |
| Suiza (Schweizer Hitparade)                 | 16             |

### Certificaciones
| País    | Organismo certificador | Certificación | Ventas | Ref.   |
| ------- | ---------------------- | ------------- | ------ | ------ |
| Polonia | ZPAV                   | Platino       | 20 000 | [ 21 ] |